# Hieronymus Frobenius
Magister Hieronymus Frobenius (* 1580 in Arnstadt; † 31. Oktober 1666 ebenda) war Arzt sowie im und nach dem Dreißigjährigen Krieg Bürgermeister von Arnstadt.

## Leben
In seiner Jugend überstand er die Pestjahre, in denen sein Vater als einziger fürstlicher Beamter in der Stadt ausharrte. Frobenius promovierte nach seinem Studium zum Philosophiae Magister, wurde am 20. Januar 1615 als Stadtphysikus von Arnstadt zum Bürger aufgenommen und trat zügig in die Stadtregierung ein. Er war jahrzehntelang wiederholt Bürgermeister von Arnstadt, abwechselnd mit seinem Bruder Johann Martin, und zwar zwischen 1618 und 1660 sechzehn Mal. Er und sein Bruder hatten sich während des Dreißigjährigen Krieges als Bürgermeister so bewährt, dass sie entgegen den Regeln immer wieder gewählt wurden. In seine Amtszeit fällt die Rettung der Stadt vor den Pappenheimern, die die Stadt im Dreißigjährigen Krieg plündern wollten; ein Bericht zu diesem Ereignis von 1633 wurde in den Turmknopf des Jacobsturms eingeschweißt, wo er zusammen mit anderen Dokumenten bei der Restaurierung von 1991 gefunden wurde.
In seinem Nachruf heißt es: „Den 31. Oktober starb zu Arnstadt M. Hieronymus Frobenius, über 40 Jahre Gewesener Bürgermeister und Stadt-Physicus daselbst, ein gelehrter und sonst Wohlbegüterte Mann, welcher aber in seinem hohen Alter von seinen ungeratenen Kindern viel Herzleid erfahren und ausstehen musste. Er war 86 Jahre alt und wurde Sonntag den 21. nach Trinitatis, den 4. November, ehrlich zur Erde bestattet.“

## Familie
Seine Söhne Christoph Hieronymus und Ernst Georg wurden wie er Ärzte. Er selbst war ein Sohn des Arnstädter fürstlichen Beamten Eustachius Frobenius aus der Gelehrten- und Beamtenfamilie Frobenius und war angeblich verwandt mit den frühen Basler Buchdruckern Johann Froben und Hieronymus Frobenius. Der Vetter seines Vaters, der Verleger Georgius Ludovicus Frobenius in Hamburg, nannte im Jahre 1600 einen Sohn ebenfalls Hieronymus, in Anspielung auf die berühmte Basler Verwandtschaft.